# 貝佛莉·普利斯特曼
貝佛莉·普利斯特曼（英語：Beverly Priestman；1986年4月29日—）是一名英國足球教練。

## 生平

### 教練生涯
普利斯特曼的執教生涯開始於在加拿大女足主教練約翰·赫德曼麾下擔任助理教練。在此期間，她也曾兼任U-15、U-17和U-20女子國青隊的主教練，包括兩次帶領U-17國青隊出戰U-17世界盃。
2018年，普利斯特曼成為時任英格蘭女足主教練菲尔·内维尔麾下的助理教練，同時兼任英格蘭U-18女子國青隊的主教練.。
2020年，普利斯特曼重返加拿大，接任加拿大女足主教練，取代數月前辭職的肯內特·海因納-莫約勒。
2021年8月6日，普利斯特曼率领加拿大女足战胜瑞典队，登上了东京奥运会的冠军领奖台。这也是加拿大女足历史上首次夺得奥运会金牌。
2024年7月27日，因加拿大女足使用无人机偷拍对手训练，普利斯特曼被禁赛一年。

### 個人生活
普利斯特曼和新西蘭女足退役國腳艾瑪·漢弗瑞斯結了婚，兩人育有一個兒子傑克。